# Bernhard Göring
Pour les articles homonymes, voir Goering (homonymie).
Bernhard Göring (né le 21 novembre 1897 à Berlin, mort le 1er décembre 1949 à Dresde) est un homme politique allemand puis est-allemand, résistant au nazisme.

## Biographie
En 1916, il rejoint le SPD et l'association centrale des commis de commerce. À partir de 1921, il est cadre dans les syndicats de salariés et l'assistant de Siegfried Aufhäuser, président de l'Allgemeiner freier Angestelltenbund (AfA-Bund), en même temps il est actif au sein de l'Alliance des religieux socialistes d'Allemagne, dont il est le dernier président jusqu'à sa dissolution en 1933.
À partir de mars 1933, Göring dirige alors le groupe de résistance illégale de l'AfA-Bund à Berlin et profite de l'assouplissement des contrôles aux frontières lors des Jeux olympiques de 1936, par exemple, pour se rendre illégalement à Copenhague et se présenter aux représentants de l'Internationale des employés salariés pour rendre compte de la situation en Allemagne. Il est aussi impliqué dans le groupe de résistance socialiste Neu Beginnen. À partir de 1938, il dirige presque tous les cercles du mouvement des travailleurs illégaux. Entre 1937 et 1940, il est arrêté à plusieurs reprises, en 1937 accusé de « préparation à commettre une haute trahison », mais avec l'aide de quelques amis il ne sera pas condamné.
En 1945, Göring est un chef de file dans la reconstruction du SPD et des syndicats et préconise la fusion du Parti communiste d'Allemagne et du Parti social-démocrate d'Allemagne. Lors de la création du SED, il devient membre de l'exécutif du parti et, à partir de février 1946, travaille à plein temps comme deuxième président du FDGB. Göring meurt d'une crise cardiaque dans la nuit du 1er au 2 décembre 1949, alors qu'il revient d'une école syndicale de Saxe.